# Мельник, Сергей Иванович
Сергей Иванович Мельник (укр. Сергій Іванович Мельник; род. 22 февраля 1965, с. Моломолинцы, Хмельницкий район, Хмельницкая область, УССР, СССР) — украинский политик. Городской голова Хмельницкого с июля 2006 г. по 21 ноября 2014 г. Народный депутат Украины VIII созыва.

## Образование
В период с 1981 года по 1984 год учился в Хмельницком кооперативном техникуме, с 1984 года — в Хмельницком технологическом институте, который окончил в 1990 году по специальности «Бухгалтерский учёт и анализ хозяйственной деятельности». В 1984—1986 годах проходил действительную срочную военную службу, после которой продолжил обучение в Хмельницком технологическом институте.

## Карьера
С 1990 года по 1992 год работал экономистом планово-финансового отдела, бухгалтером 2-й категории отдела бухгалтерского учета и отчетности Хмельницкого облжитлокомунуправлиння. С 1992 года по 1993 год — бухгалтером 1-й категории, ведущим бухгалтером управления жилищно-коммунального хозяйства Хмельницкой областной государственной администрации.
В 1993 году назначен на должность заместителя заведующего финансовым отделом Хмельницкой городской администрации. В 1994 году переведен на должность заместителя заведующего финансовым отделомначальника отдела экономического анализа и планирования Хмельницкого горисполкома. Того же года Мельник С. И. назначен на должность заведующего финансовым отделом. В 1998 году утвержден в должности заместителя Хмельницкого городского головы по вопросам деятельности исполнительных органов совета — заведующего финансовым отделом. С 2000 года работает руководителем департамента местных финансов, заместителем главы секретариата Союза лидеров местных и региональных властей Украины, менеджером проекта «Реформирование межбюджетных отношений». Принимал активное участие в разработке Бюджетного кодекса Украины, Формулы распределения объёма межбюджетных трансфертов. В 2002 году работал советником Проекта поддержки экономической и финансовой реформы. С июля 2002 года занимает должность начальника Департамента по бюджету Министерства финансов Украины. Того же года был назначен начальником Главного финансового управления Хмельницкой облгосадминистрации, а в 2003 году — заместителем председателя Хмельницкой областной государственной администрации.
В июле 2006 года избран Хмельницким городским головой.
В октябре 2010 года переизбран Хмельницким городским головой.
В связи с избранием Народным депутатом Украины сложил полномочия 21 ноября 2014 г.
С 27 ноября 2014 г. Народный депутат Украины VIII созыва. Заместитель председателя Комитета Верховной Рады Украины по вопросам бюджета.
25 декабря 2018 года включён в список украинских физических лиц, против которых российским правительством введены санкции.

## Семья
- Жена Татьяна Васильевна (1967) — главный специалист регионального отделения Фонда государственного имущества Украины.
- Сын Юрий (1980).
- Отец Иван Федорович (1928—2007).
- Мать Ольга Ивановна (1929—2005).

## Общественная деятельность
С. Мельник ведёт активную общественную деятельность. Возглавляет Хмельницкое региональное отделение Ассоциации городов Украины и Хмельницкую областную организацию Союза экономистов Украины. Входит в состав Правления Ассоциации городов Украины и общин, является членом Союза лидеров местных и региональных властей Украины. Включён в состав Межведомственной комиссии по вопросам местного самоуправления при Кабинете Министров Украины.

## Награды
- За заслуги в возрождении духовности Украины в августе 2006 года Мельник С. И. награждён орденом равноапостольного князя Владимира Великого III степени.
- Указом Президента Украины в 2007 году «за весомый личный вклад в развитие конституционных принципов украинской государственности, многолетний добросовестный труд, высокий профессионализм» Хмельницком городском голове Мельнику Сергею Ивановичу присвоено почетное звание «Заслуженный экономист Украины»[5].
- Указом Президента Украины № 1003/2009 от 3 декабря 2009 года за весомый личный вклад в развитие местного самоуправления, многолетний добросовестный труд и высокий профессионализм Хмельницкий городской голова С. И. Мельник награждён орденом «За заслуги» III степени[6]
- Орден «За заслуги» (Украина) II степени 22.01.2019. № 14/2019.[7]